# جوستافو كارينهاس
جوستافو كارينهاس (مواليد 4 يوليو 1908) هو مبارز بالسيف برتغالي، مثّل بلاده في الألعاب الأولمبية الصيفية 1936.

## روابط رياضية
جوستافو كارينهاس على موقع أوليمبيديا (الإنجليزية)